# ルサイル・インターナショナル・サーキット
ルサイル・インターナショナル・サーキット（Lusail International Circuit、アラビア語: حلبة لوسيل الدولية）はカタールのドーハの北、アッ＝ザアーインのルサイルに隣接する地区にあるサーキット。2022年、Losail（ロサイル）から地域名称のLusail（ルサイル）に名称を変更した。

## 概要
2004年完成。一周は5.4km。MotoGPの一戦であるカタールGPの開催地となっている。また、2021年には新型コロナウイルスの世界的流行により、F1のスケジュール変更も余儀なくされ、その過程でF1開催に必要な「グレード1」の資格を保有している同コースでの開催する案が浮上。同年9月30日付で2021年シーズン第20戦としてのF1開催が決定。同時に2023年からカタールGPの10年間の長期開催契約も締結された。これにより、同コースのみならず、カタールでのF1開催は初となる。ただし、この時の発表内容によれば、2023年以降のF1開催が同コースで行われるかは未定であったが、同年のF1開催に向けてピットレーン入口の変更や仮設のチームホスピタリティが建設され、これらに加えて新たなレースコントロール施設やメディアセンター、より大型のピットガレージも建設される。また路面の再舗装が行われた。
FIA 世界耐久選手権（WEC）では2024年からの6年間にわたり開幕戦を条件とした開催契約が結ばれている。
2009年のMotoGPでは125ccクラスのレース4周目にスコールに襲われ赤旗キャンセルでハーフポイント、その後雨が止んだため250ccクラスは実施できたものの、MotoGPクラスのスタート直前にまたスコールに襲われレースキャンセル、月曜日に順延するという砂漠地帯らしからぬハプニングが起こった。
また、周囲は砂漠地帯であり、風が強い時には砂がコースに入り込むことが避けられず、グリップに影響することがある。

## サーキットの特徴

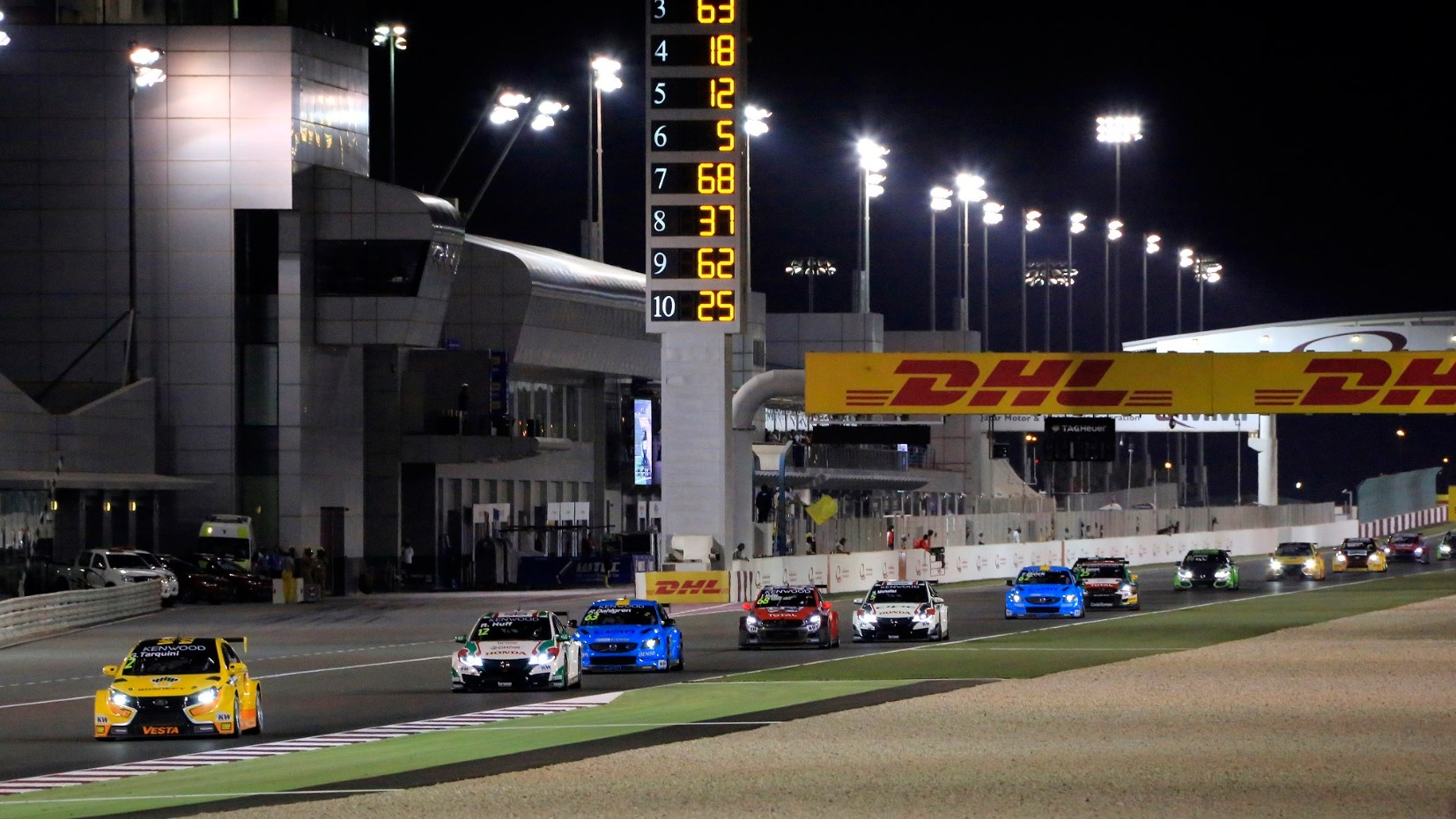
メインストレート

2007年に屋外常設照明が設置され、2008年3月にはMotoGP史上初のナイトレースが開催された。メインストレッチが1,068mと比較的長くターン1が最大のオーバーテイクポイント。MotoGPでは125ccクラスのようなローパワーマシンの場合スリップストリーム合戦になることも珍しくない。
ただそれ以外のストレートはオーバーテイクの期待出来ない長さの物ばかりであり、曲率が緩めの高速コーナーとタイトなターンという組みあわせになる。最も低速なのはターン6で約100km/h、逆に最も高速なのはターン13で約260km/h。そのため2輪では高速コーナーでハイサイドを恐れず開けていく度胸と切り返しの素早さが速さに結びつくサーキットである。